# Mercedes McCambridge
Mercedes McCambridge (Joliet, 1916. március 16. – La Jolla, 2004. március 2.) Oscar- és kétszeres Golden Globe-díjas amerikai színésznő.

## Élete

### Korai évei
Mercedes McCambridge Jolietben, Illinois államban született ír-amerikai katolikus szülők, Marie Mahaffry és John Patrick McCambridge farmer lányaként. A chicagói Mundelein Főiskolán végzett.

### Színészi pályája

#### Rádió
McCambridge rádiós színészként kezdte pályafutását az 1930-as években, miközben a Broadway-n is fellépett. 1941-ben Judy barátját alakította az A Date with Judy című komikus hangjátéksorozatban. Ő kapta a címszerepet a Defense Attorney című krimiben, amelyet az ABC sugárzott 1951–52 között.
Gyakran játszott főszerepet az 1974 és 1982 között sugárzott CBS Radio Mystery Theatre rádiós drámasorozatban, és benne volt a 72 éven át műsoron tartott Guiding Light (Vezérlő fény) című, előbb rádiós, majd 1952-től televíziós szappanopera eredeti szereposztásában (mielőtt Bauerék átvették a főbb szerepeket). Szerepelt saját műsorban is: a Defense Attorney-ban kölcsönözte hangját Martha Ellis Bryan ügyvédnőnek az ABC-n 1951–52-ben. 1953–1954-ben McCambridge szerepelt a CBS Family Skeleton című szappanoperájában.

#### Televízió
McCambridge alakította Katherine Wellst a Wire Service című drámasorozatban, amelyet 1956 és 1957 között sugárzott az ABC. A sorozatban McCambridge, George Brent és Dane Clark a kitalált Trans Globe Wire Service riporterei voltak.
Az eredeti Lost in Space sorozat, a „The Space Croppers” epizódjában, amelyet először a CBS sugárzott 1966. március 30-án, McCambridge játszotta Sybillát, a természetfeletti űrgazdálkodók családjának matriárkáját.

#### Film
McCambridge filmes karrierje akkor indult be, amikor 1949-ben Sadie Burke szerepére választották ki Broderick Crawford mellé A király összes embere című filmbe. Alakításáért 1950-ben McCambridge vehette át a legjobb női mellékszereplőnek járó Oscar-díjat, míg az alkotás ugyanekkor a legjobb film lett. Emellett McCambridge a legjobb női mellékszereplőnek és az év színésznő felfedezettjének járó Golden Globe-díjat is elnyerte a teljesítményéért.
1954-ben Joan Crawforddal és Sterling Haydennel együtt szerepelt a Johnny Guitar című, ma már kultikusnak számító western-drámában. McCambridge és Hayden közösen kinyilvánították, hogy nem szeretik Crawfordot, sőt, McCambridge „átlagos, iszákos, nagydarab, záptojás hölgynek” titulálta őt.
1956-ban McCambridge játszotta Luz szerepét George Stevens klasszikusában, az Óriás című filmben, amelyben Elizabeth Taylor, Rock Hudson és James Dean játszották a főbb szerepeket. Alakításáért Oscar-díjra jelölték a legjobb női mellékszereplő kategóriában. 1959-ben McCambridge feltűnt Katharine Hepburn, Montgomery Clift és Elizabeth Taylor oldalán Tennessee Williams Múlt nyáron, hirtelen című Joseph L. Mankiewicz filmadaptációjában.
1958-ban McCambridge bőrkabátot viselő gengszterként jelent meg A gonosz érintése című filmben, ahol újra találkozott korábbi rádiós kollégájával, Orson Welles-szel.
1973-ban McCambridge adta Pazuzu, a démon szinkronhangját, aki megszállta a fiatal lányt, a Linda Blair által alakított Regant Az ördögűző című horrorfilmben. McCambridge ragaszkodott a nyers tojás evéshez, láncdohányzáshoz és whisky-iváshoz, hogy hangja kemény és agresszív legyen. William Friedkin rendező azt is elintézte, hogy a felvételek közben egy székhez kössék, így a démon a jelek szerint küzd a korlátai ellen.
McCambridge vendégművészként szerepelt főiskolai produkciókban. 1977 májusában közreműködött a texasi El Centro College színházépületének felszentelésében Jean Giraudoux Párizs bolondja című művének főszereplésével. Eddie Thomas rendező már évek óta ismerte, ezért a nyitóest előtti héten színészi workshopot tarthatott a főiskolai hallgatóknak. 1979-ben tért vissza az El Centro Egérfogó című produkciójához, amelyért a legnagyobb gázsit kapta annak ellenére, hogy karakterét a darab első 15 percében meggyilkolják. 
Az 1970-es évek közepén McCambridge rövid időre a Livengrin, egy pennsylvaniai alkoholisták rehabilitációs központjának igazgatója lett. Ezzel egy időben az utolsó simításokat tette a megjelenés előtt álló The Quality of Mercy: An Autobiography című önéletrajzi könyvön.

### Magánélete
McCambridge 1939-ben kötött házasságot első férjével, William Fifield íróval. Egy fiuk született, John Lawrence Fifield 1941 decemberében. A pár hét év házasság után 1946-ban elvált.
1950-ben feleségül ment a kanadai Fletcher Markle színészt-producer-rendezőhöz, aki a Ford Theatre és a Studio One produkcióit rendezte. Fia, John később felvette Markle nevét, majd John Markle néven ismerték. Házassága alatt és azt követően is McCambridge alkoholizmussal küzdött; gyakran került kórházba, túlzott alkoholfogyasztás miatt. Ő és Markle 1962-ben, tizenkét évnyi házasság után elváltak. 1969-ben, az Anonim Alkoholistáknál eltöltött évek után, letette az italt.
1975 és 1982 között McCambridge a pennsylvaniai Bensalemben működő nonprofit Livengrin Alapítványnak szentelte idejét. Előbb az igazgatóság önkéntes tagjaként, végül elnök-vezérigazgatóként dolgozott. A Livengrin ma is működik, és 129 ággyal és 8 járóbeteg-klinikával rendelkezik Pennsylvania délkeleti részén, ahol alkoholizmus- és kábítószer-függőséget is kezelnek. McCambridge hírességén és nagyszabású személyiségén keresztül hozzájárult a szenvedélybetegség nyilvános elismeréséhez és elfogadásához, valamint a betegség kezelésének előnyeihez. Szabadon megosztotta saját történetét a függőségről és a gyógyulásról, hogy elérje a segítségre szorulókat.
Magabiztos, szókimondó liberális demokrata volt, aki Adlai Stevenson mellett kampányolt.
McCambridge 2004. március 2-án, 87 éves korában, a kaliforniai San Diego állambeli La Jollában halt meg természetes halállal.

### Családi tragédia
McCambridge fia, John Markle, az UCLA-n szerezte diplomáját és Ph.D.-jét közgazdaságtanból. Előbb a New York-i Salomon Brothers alkalmazottja volt, majd 1979-ben felvették a Little Rock-i Stephens Inc. befektetési céghez, ahol sikeres határidős kereskedő lett, gyorsan emelkedett a vállalati ranglétrán. McCambridge 604 000 dollárt adott Markle-nek, hogy kezelje azt, de 1987 őszén a cég felfedezte, hogy Markle titkos számlát nyitott anyja nevén. Nem sokkal rá a vállalat megállapította, hogy Markle kereskedési veszteségeket írt fel a Stephens-ház számlájára, miközben a nyereséges ügyleteket McCambridge számláján írta jóvá. Markle-ről később kiderült, hogy hamisította anyja aláírását a számla megnyitásakor.
Markle-t egészségügyi szabadságra küldték, majd kirúgták állásából. McCambridge megtagadta, hogy együttműködjön fiával és a céggel egy olyan törlesztési program létrehozásában, amely megakadályozta volna az ügy nyilvánosságra kerüljön, mondván, hogy nem tett semmi rosszat, és hogy a Stephens Inc. tartozik a pénzével. Nem sokkal ezután, 1987 novemberében Markle megölte családját – feleségét, Christine-t (45 éves), lányait, Amyt (13 éves) és Suzanne-t (9 éves) –, majd önmagával is végzett. Egy cetlit hagyott maga után, amelyben vállalta a felelősséget bűneiért, valamint egy hosszú, keserű levelet az anyjának. A levél a következőket tartalmazta: „Kezdetben azt mondtad, »jó, meg tudjuk oldani«, de NEM, megtadgadtad... Hazugnak, csalónak, bűnözőnek, trógernek neveztél. Azt mondtad, tönkretettem az életedet... Soha nem voltál a közelben, amikor szükségem lett volna rád, ezért most én és az egész családom meghaltunk – hogy legyen pénzed... Jó éjt, anya!” Ez utóbbi mondat – 'night Mother – volt a címe az Arkansas Repertory Theatre produkciójának, amelyben 1986-ban McCambridge egy öngyilkosságot tervező gyermek édesanyját alakította.

## Válogatott filmográfia
| Év   | Cím                                | Szerep                          | Megjegyzés |
| ---- | ---------------------------------- | ------------------------------- | --- |
| 1949 | A király összes embere             | Sadie Burke                     | Oscar-díj a legjobb női mellékszereplőnek Golden Globe-díj a legjobb női mellékszereplőnek Golden Globe-díj az év színésznő felfedezettjének |
| 1951 | Inside Straight                    | Ada Stritch                     | |
| 1951 | The Scarf                          | Connie Carter                   | |
| 1951 | A villám kétszer csap le           | Liza McStringer                 | |
| 1951 | Screen Snapshots: Hollywood Awards | Önmaga                          | Rövidfilm |
| 1954 | Johnny Guitar                      | Emma Small                      | |
| 1955 | Front Row Center                   | Nicole Warren / Vivian Donfield | 2 epizód |
| 1956 | Óriás                              | Luz Benedict                    | Jelölés – Oscar-díj a legjobb női mellékszereplőnek                                                                                          |
| 1957 | Búcsú a fegyverektől               | Miss Van Campen                 | |
| 1957 | Wagon Train                        | Emily Rossiter                  | 1 epizód |
| 1958 | A gonosz érintése                  | Bandavezér                      | Nincs feltűntetve |
| 1959 | Múlt nyáron hirtelen               | Mrs. Grace Holly                | |
| 1960 | Rawhide                            | Mrs Martha Mushgrove            | 1 epizód |
| 1960 | Rawhide                            | Mrs Miller                      | 1 epizód |
| 1959 | Riverboat                          | Jessie Quinn                    | 1 epizód |
| 1960 | Cimarron                           | Mrs. Sarah Wyatt                | |
| 1961 | Angel Baby                         | Sarah Strand                    | |
| 1962 | Rawhide                            | Ada Randolph                    | 1 epizód |
| 1962 | Bonanza                            | Deborah Banning                 | 1 epizód |
| 1963 | The Dakotas                        | Jay French                      | 1 epizód |
| 1965 | Run Home, Slow                     | Nell Hagen                      | |
| 1965 | Rawhide                            | Ma Gufler                       | 1 epizód |
| 1966 | Elveszve az űrben                  | Sybilla                         | 1 epizód |
| 1968 | The Counterfeit Killer             | Frances                         | |
| 1968 | Bewitched                          | Carlotta                        | 1 epizód |
| 1969 | Der heiße Tod                      | Thelma Diaz                     | |
| 1969 | Marquis de Sade: Justine           | Madame Dusbois                  | |
| 1970 | Bonanza                            | Matilda Curtis                  | 1 epizód |
| 1971 | Gunsmoke                           | Rubilee Mather                  | 1 epizód |
| 1973 | The President's Plane Is Missing   | Hester Madigan                  | Tévéfilm |
| 1973 | Sixteen                            | Ma Irtley                       | |
| 1973 | Az ördögűző                        | Pazuzu (hangja)                 | |
| 1975 | Who Is the Black Dahlia?           | Grandmother                     | Tévéfilm |
| 1977 | New York fogjai                    | Nő az utcán                     | |
| 1978 | Charlie angyalai                   | Norma                           | 1 epizód |
| 1978 | Flying High                        | Claire                          | 1 epizód |
| 1979 | Airport ’79 – Concorde             | Nelli                           | |
| 1979 | The Sacketts                       | Ma Sackett                      | 2 epizód, Minisorozat |
| 1981 | Magnum                             | Agatha Kimball                  | 1 epizód |
| 1983 | Echoes                             | Lillian Gerben                  | |
| 1986 | Amazing Stories                    | Miss Lestrange (hangja)         | 1 epizód |
| 1988 | Cagney és Lacey                    | Elizabeth nővér                 | 1 epizód |
| 2018 | A szél másik oldala                | Maggie                          | Utolsó filmszerepe |

## Fordítás
- Ez a szócikk részben vagy egészben  a   Mercedes McCambridge című angol Wikipédia-szócikk ezen változatának fordításán alapul.  Az eredeti cikk szerkesztőit annak laptörténete sorolja fel. Ez a jelzés csupán a megfogalmazás eredetét és a szerzői jogokat jelzi, nem szolgál a cikkben szereplő információk forrásmegjelöléseként.